# Dysstroma perfuscata
Dysstroma perfuscata là một loài bướm đêm trong họ Geometridae.